# Levada dos Tornos
A Levada dos Tornos é a maior levada da ilha da Madeira em extensão, possuindo na sua totalidade cerca de 106 quilómetros. Tem o seu início na costa norte da ilha, no Corgo dos Tornos, perto da Ribeira do Porco, nas povoações da Fajã do Penedo, próximo do Sítio da Achada da Madeira, no concelho de São Vicente. Segue em diversos túneis, passando pela central hidroelétrica da Fajã da Nogueira, concelho de Santana, indo no túnel de maior extensão (entre a Fajã da Nogueira e a Fundoa) até a sistema adutor dos tornos no concelho Funchal. Na Fundoa a levada é dividida em duas partes,  para consumo vai para o sítio da Alegria, a restante água para regadio, desde o Monte, seguindo depois para o concelho de Santa Cruz, passando pela Camcha, Achada de Gaula terminando finalmente na povoação junto à Capela de Nossa Senhora dos Remédios em Santa Cruz. Embora que parece o fim da levada, e assim o é, a água segue em tubaguem para àgua de Pena, Machico.

## Percurso

### Vale inicial
- O vale da Boaventura. A Ribeira do Porco e a Ribeira do Urzal são os dois primeiros grandes afluentes da levada dos Tornos na sua origem, possuindo uma madre de água acima da aldeia do lombo do urzal na Ribeira do urzal, é ainda alimentado na sua origem pela Ribeira de João Fernandes e pelo Córrego da Caldeira.

### Vale da ribeira da Metade
- A levada dos Tornos chega ao vale da Ribeira da Metade, já na zona marcada do Parque Natural da Madeira, através de um túnel de 2500 metros, que liga o Lombo do Urzal a Central Hidroelétrica da Fajã da Nogueira. Parte da água da descarga da central hidroelétrica da Fajã da Nogueira é canalizada para a levada dos Tornos, antigamente esta água abastecia o sistema de fornecimento de águas da cidade do Funchal.

### Vale da Fundoa
- A levada chega a vertente sul da ilha da madeira através de um túnel de 5100 metros[1] que liga a Fajã da Nogueira à Ribeira de Santa Luzia no sítio dos Tornos, sítio este que dá nome a levada já no concelho do Funchal. Segue depois um percurso com elevado valor paisagístico com paisagens fascinantes sobre o vale imponente da Ribeira de Santa Luzia e Ribeira do Pisão, nesta zona é possível percorrer um trilho de 9,8km que cruza com a levada dos tornos, e que se inicia na Corujeira, percorrendo parte da levada e finalizando na deslumbrante Cascata do Poço do Cabo da Ribeira, conhecida também por Cascata do Salto do Patagarro.

### Vertente Sul
- A fase final da levada dos tornos foi concluída em 1966, a levada percorre a vertente sul leste da ilha da Madeira no concelho de Santa Cruz. A fase sul da levada dos Tornos, é eventualmente a mais conhecida, pois faz parte de uma rota de percurso turístico muito utilizada por caminhantes, praticantes de corrida de montanha ou em algumas zonas por ciclistas de BTT. A passagem do vale da Fundoa, para o Vale da Ribeira de João Gomes, é efetuado por um túnel no sítio do cabeço da fonte da telha, passando pela Choupana, ribeiro do Lazareto, Lombo da Quinta, ribeiro da Abegoaria, Córrego do vale Paraíso até chegar a vila da Camacha. Nesta fase o Percurso entre a ribeira do Pedro Lourenço a ribeira do Porto Novo deslumbra pelas suas paisagem e passagem cénicas.

## Características
- Distância total: 106 km
- Duração:
- Atitude: 673 m (max) - 614 m (min)
- Início e fim: Eira Corego (Baoventura) - Ribeira do Santo da Serra (Santa Cruz)

## Galeria de Imagens

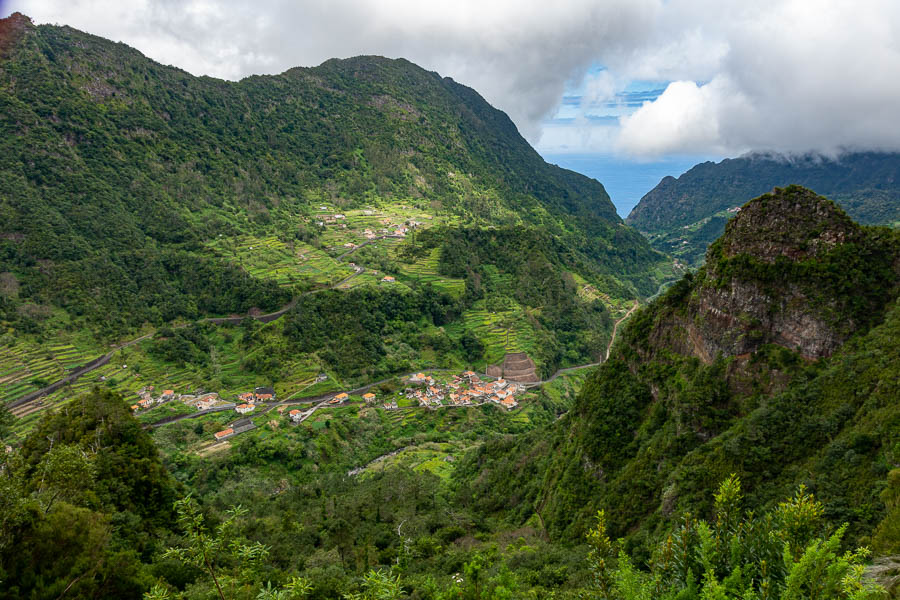
Eira Corego
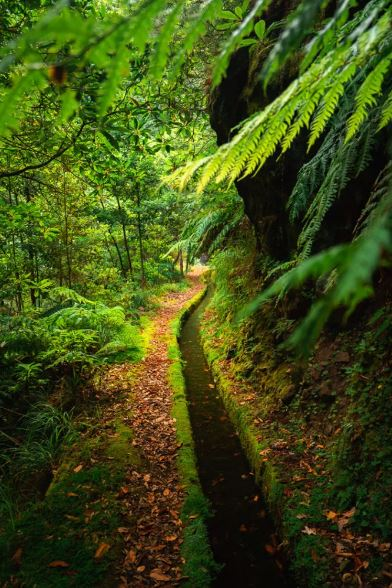
Fajã do Penedo
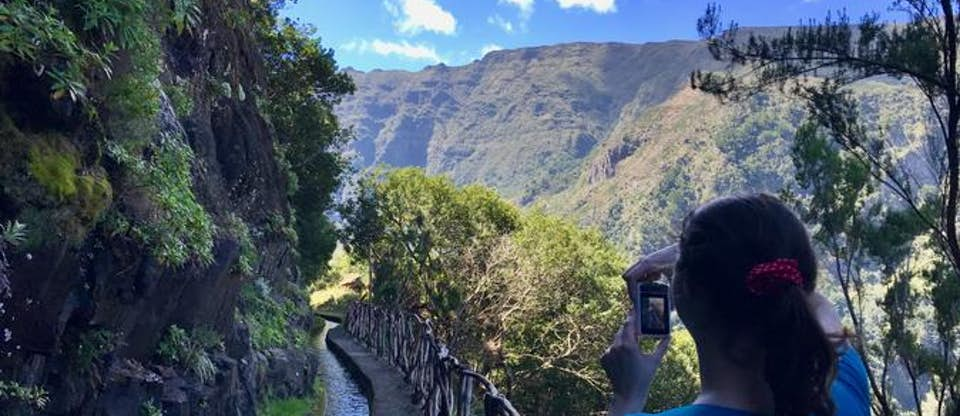
Boa Ventura

## Levadas
- Lista das levadas da ilha da madeira